# Hemerodromia macrocephala
Hemerodromia macrocephala är en tvåvingeart som beskrevs av Vaillant och Gagneur 1998. Hemerodromia macrocephala ingår i släktet Hemerodromia och familjen dansflugor. Inga underarter finns listade i Catalogue of Life.